# Gustav Wetterström
Gustav Wetterström (Norrköping, 1911. október 15. – Norrköping, 1991. november 16.) svéd válogatott labdarúgó.

## Sikerei, díjai
- IK Sleipner
  - Svéd első osztály bajnoka: 1937-38